# Shire of Busselton
Shire of Busselton was een Local Government Area (LGA) in Australië in de staat West-Australië. Shire of Busselton telde 27.500 inwoners in 2007. De hoofdplaats was Busselton. Op 21 januari 2012 werd de Shire of Busselton de City of Busselton.